# Margarete Imhof
Margarete Imhof (* 1958) ist eine deutsche Psychologin und emeritierte Professorin für Psychologie an der Johannes Gutenberg-Universität Mainz.

## Leben
Von 1977 bis 1984 studierte sie die Fächer Psychologie und Anglistik. Nach Erwerb des Diploms und dem Bestehen der Lehramtsprüfung war sie 1986 bis 1987 Lehrende am Frobenius-Gymnasium Hammelburg und 1984 bis 1986 Studienreferendarin für die Fächer Englisch und Schulpsychologie am Siebold-Gymnasium in Würzburg. Dann wechselte sie im Rahmen eines vom Pädagogischen Austauschdienst und der Fulbright-Kommission geförderten Programms 1987 bis 1989 als Lektorin für Deutsch an das Luther College in Decorah in die USA. 1989 war sie Teaching Assistant und Graduate Student an der University of Illinois at Chicago. Zurückgekehrt nach Deutschland arbeitete sie 1989 bis 1990 als Lehrerin am Johann-Michael-Sailer-Gymnasium Dillingen. 1990 bis 1995 wurde sie Wissenschaftliche Assistentin bei Detlef Berg an der Otto-Friedrich-Universität Bamberg. 1994 erfolgte hier die Promotion. Ab 1995 wurde sie Studienrätin im Hochschuldienst am Institut für Pädagogische Psychologie der Johann Wolfgang Goethe-Universität Frankfurt am Main. 2001 bis 2002 war sie Gastwissenschaftlerin am The College of New Jersey in Trenton. 2003 habilitierte sie sich für das Fach Psychologie an der Goethe-Universität in Frankfurt/Main. 2007 bis 2008 hatte sie eine Lehrstuhlvertretung Psychologie an der Universität Augsburg inne. 2008 nahm sie einen Ruf auf eine Professur für Psychologie in den Bildungswissenschaften an der Universität Mainz an. 2024 emeritierte sie nach 33 Semestern an der Johannes Gutenberg-Universität. Als Seniorprofessorin betreut sie weiterhin das Projekt „Feedback-Portfolio im Lehramtsstudium“.

## Werk
Zu Beginn ihrer akademischen Karriere hat sie sich mit Fragen der psychologischen Diagnostik bei Schülern auseinandergesetzt. Dann folgten als weiterer Schwerpunkt ihre Arbeiten zu konzentrationsgestörten und verhaltensauffälligen Kindern und Jugendlichen. Sie arbeitete auch an den psychologischen Aspekten des Zuhörens als eine professionelle Kernkompetenz für schulischen und akademischen Erfolg. Hinzu kommen Arbeiten zum selbstregulierten Lernen in computerunterstützten Lernumgebungen. In ihren Schriften hat sie sich auch mit der Lehre und Forschung zu Fragen der Psychologie in der Lehramtsausbildung beschäftigt.

## Ehrungen/Positionen
- 2007–2008: Präsidentin der International Listening Association[2]

## Publikationen (Auswahl)
Monografien
- Mit Tatjana Spaeth: Bachelorarbeit in Psychologie. 2. aktual. Auflage, Uni-Taschenbücher, Stuttgart 2020, ISBN 978-3-8385-5483-9.
- Mit Hans-Peter Langfeldt, Siegfried Preiser, Elmar Souvignier, Regina Vollmeyer, Frank Borsch: Psychologie für Lehramtsstudierende. 5. Auflage, Springer-Verlag, Berlin 2020, ISBN 978-3-662-58726-3.
- Mit Daniela Ulber: Beobachtung in der Frühpädagogik: Theoretische Grundlagen, Methoden, Anwendung. Kohlhammer Verlag, Stuttgart 2014, ISBN 978-3-17-025964-5.
- Mit Klaus Skrodzki, Marianne S. Urzinger: Aufmerksamkeitsgestörte, hyperaktive Kinder und Jugendliche im Unterricht. 8. Auflage, Auer Verlag, Donauwörth 2011, ISBN 978-3-403-03248-9.
- Zuhören und Instruktion: empirische Ansätze zu psychologischen Aspekten auditiver Informationsverarbeitung. Waxmann Verlag, Münster 2004, ISBN 978-3-8309-1423-5 (zugleich Habilschrift der Universität Frankfurt am Main).
- Zappelphilipp, Hampelliese: Schulerfolg für unruhige Kinder. Cornelsen Scriptor Verlag, Berlin 2003, ISBN 978-3-589-21573-7.
- Zuhören: psychologische Aspekte auditiver Informationsverarbeitung. Vandenhoeck und Ruprecht Verlag, Göttingen 2003, ISBN 978-3-525-48004-5.
- Mit Bewegung zu Konzentration? Zu den Funktionen motorischer Nebentätigkeiten beim Zuhören. Waxmann Verlag, Münster 1995, ISBN 978-3-89325-351-7 (zugleich, Diss. an der Universität Bamberg, 1994).

Herausgeberschaften
- Mit Volker Bernius: Zuhörkompetenz in Unterricht und Schule. Beiträge aus Wissenschaft und Praxis. Vandenhoeck & Ruprecht, Göttingen 2010, ISBN 978-3-525-48008-3.

Zeitschriftenartikel/Buchbeiträge
- Mit Christine Eckert: Was Mädchen schadet, muss für Jungen noch lange nicht schädlich sein: Die Leseleistung von Jungen unter Stereotype Threat. In: GENDER – Zeitschrift für Geschlecht, Kultur und Gesellschaft. 5, Nr. 3, 2013, S. 60–76.
- Listening to voices and judging people. In: International Journal of Listening. 24, Nr. 1, 2010, S. 19–33.
- Mit Christin Picard: Prompts zur Anleitung tiefenorientierten Schreibens in Lerntagebüchern und Portfolios. In: Michaela Gläser-Zikuda (Hrsg.): Lerntagebuch und Portfolio aus empirischer Sicht. Empirische Pädagogik e.V., Landau 2010, ISBN 978-3-941320-32-1, S. 59–80.
- What is going on in the mind of a listener? The cognitive psychology of listening. In: Andrew D. Wolvin (Hrsg.): Listening and human communication in the 21st century. Wiley-Blackwell, Malden, Mass. 2010, ISBN 978-1-4051-8164-8, S. 97–126.
- Zur Rezeption der Ergebnisse der PISA-Studie durch Lehrer und Lehrerinnen. Meinungen und Einstellungen: Teacher’s Reception of the PISA-Study. Beliefs and Attitudes. In: Unterrichtswissenschaft. 33, Nr. 3, 2005, S. 255–271.
- Erprobung der deutschen Version der Adjektiv-Checkliste nach Thayer (1989) zur Erfassung der aktuellen Aktiviertheit. In: Zeitschrift für Differentielle und Diagnostische Psychologie. 19, Nr. 3, 1998, S. 179–186.
- Mit Detlef Berg, Suska Kollera, Ursula Schmidt, Daniela Ulber: Häufigkeiten von Verhaltensauffälligkeiten in der Grundschule aus der Sicht der Klassenlehrer. In: Psychologie in Erziehung und Unterricht. 45, Nr. 4, 1998, S. 280–290.
- Mit Detlef Berg: Validierungsstudie zum Persönlichkeitsfragebogen für Kinder PFK 9–14. In: Diagnostica - Zeitschrift für psychologische Diagnostik und differentielle Psychologie. 43, Nr. 2, 1997, S. 113–133.
- Beeinflussung des Arbeitsverhaltens hyperaktiver Kinder bei Rechtschreibübungen durch den Stimulationsgehalt des Arbeitsmaterials. In: Psychologie in Erziehung und Unterricht. 42, Nr. 3, 1995, S. 234–239.
- Hören und Sehen. Behaltensrelevante Effekte von Illustrationen beim Zuhören. In: Unterrichtswissenschaft. 24, Nr. 4, 1996, S. 329–342.